# Randy Holcomb
Randy Alfred Holcomb, conosciuto anche come Raed Farid Elhamali (Chicago, 8 agosto 1979), è un ex cestista statunitense naturalizzato libico.

## Carriera
È stato selezionato dai San Antonio Spurs al secondo giro del Draft NBA 2002 (57ª scelta assoluta).
Con la Libia ha disputato i Campionati africani del 2009.

## Palmarès
- All-CBA Second Team (2006)
- CBA All-Defensive First Team (2006)